# Тайандье, Морис
Морис Тайандье (фр. Maurice Taillandier, 1881-?) — французский фехтовальщик-саблист, призёр чемпионата мира.

## Биография
Родился в 1881 году. В 1922 году занял 2-е место на проходившем в Остенде Международном первенстве по фехтованию (в 1937 году это первенство было задним числом признано чемпионатом мира). В 1924 году принял участие в Олимпийских играх в Париже, но не добился существенных результатов. В 1928 году занял 5-е место в составе французской команды саблистов на Олимпийских играх в Амстердаме.